# Joseph de Bauffremont
Joseph de Bauffremont, principe di Listenois, (Parigi, 25 settembre 1714 – 1781), è stato un ammiraglio francese sotto i re Luigi XIV e Luigi XV.

## Biografia
Fu un comandante nella guerra dei sette anni. Il 16 marzo 1757 la sua squadra catturò la HMS Greenwich, dotata di 50 cannoni e comandata dal capitano Robert Roddam, al largo di Santo Domingo.

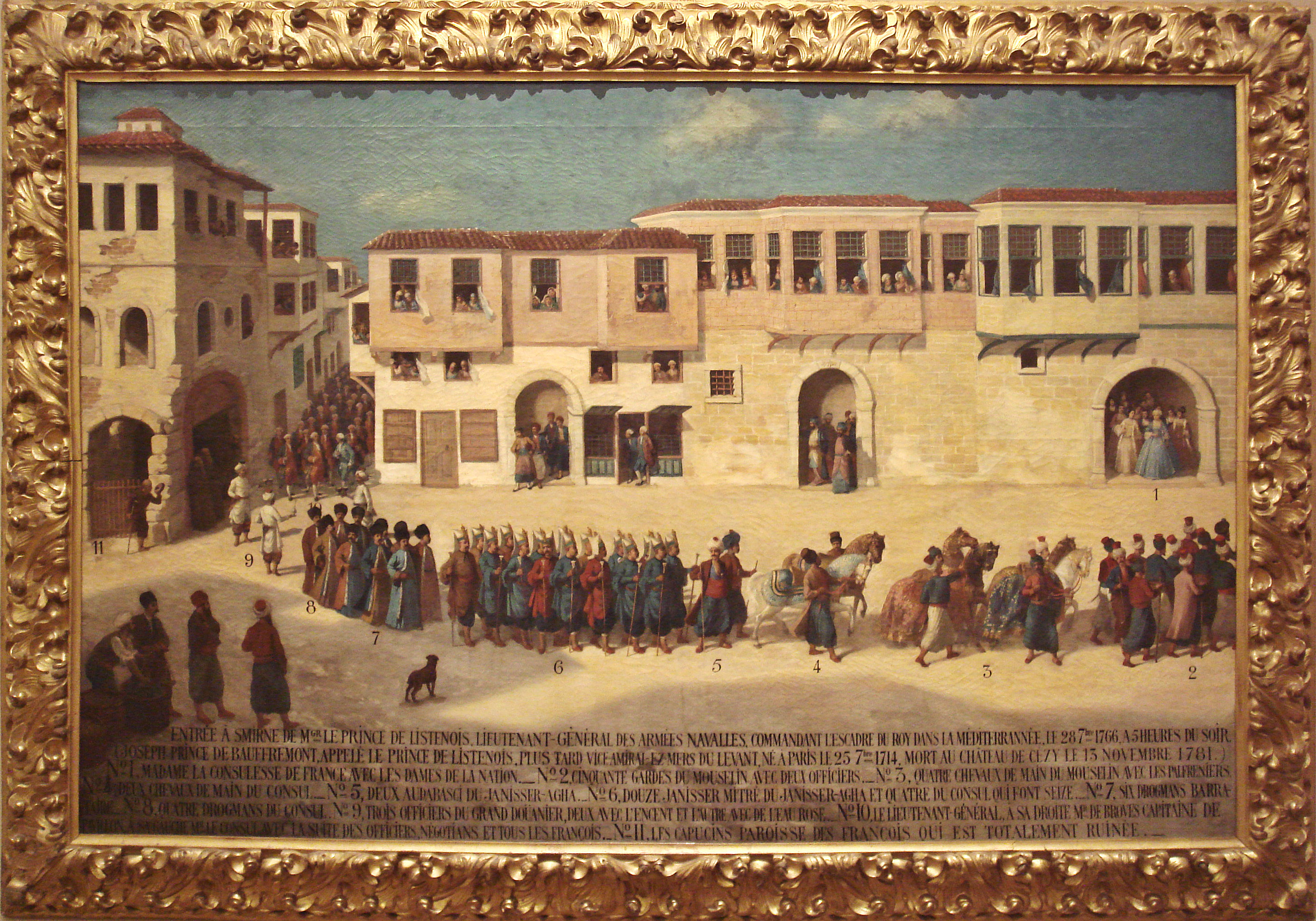
Ingresso di Joseph de Bauffremont a Smirne, 28 settembre 1766.

Quello stesso anno, Joseph de Bauffremont portò, da Santo Domingo a Louisbourg, cinque navi di linea e una fregata, permettendo un forte spiegamento navale francese che respinse i tentativi del Signore di Loudon nella spedizione di Louisbourg. Gli inglesi avrebbero avuto successo però l'anno seguente nell'assedio di Louisbourg.
Nel novembre del 1759 partecipò alla battaglia della baia di Quiberon come subalterno all'ammiraglio Hubert de Brienne, conte di Conflans.
In 1766, come luogotenente generale della Marina francese, fu messo al comando di una divisione navale incaricata di proteggere il traffico nel Levante. La sua nave ammiraglia era la Protecteur e il suo ingresso a Smirne, 28 settembre 1766, venne immortalato in un dipinto di pittore anonimo, ora esposto al Musée de la Marine.

### Matrimonio e discendenza
Il 22 novembre 1762 sposò, con apposita dispensa pontificia, la nipote Louise-Bénigne-Marie-Octavie-Françoise-Jacqueline-Laurence De Bauffremont, canonichessa del capitolo dell'Abbazia di Remiremont, assumendo il titolo di principe di Listenais. Dal matrimonio nacqueri cinque figli:
- Alexandre-Emmanuel-Louis de Bauffremont (1773 - 1833), che sposò nel 1787 Marie-Antoinette Rosalie Pauline de Quélen de La Vauguyon (1771-1847), dalla quale ebbe due figli;
- Joseph-Henri-Octave de Bauffremont, nato il 14 maggio 1779, morto il 27 novembre 1791;
- Adélaïde-Charlolte de Bauffremont, canonichessa di Remiremont, morta il 10 novembre 1789;
- Hélène de Bauffremont, nata nell'aprile 1774, canonichessa del medesimo capitolo, andata sposa, nel 1817, a Marie-Gabriel-Florent-Auguste, conte di Choiseul-Gouffier, pari di Francia, del quale rimase vedova il 20 giugno 1817;
- Hortense-Geneviève-Marie-Anne de Bauffremont, che sposò in prime nozze Joseph, visconte di Narbonne-Lara e in seconde nozze Pierre-Jules, Conte de Ferrari.[4].